# Festival International de Jazz de Montréal
Het Festival International de Jazz de Montréal is een jaarlijks jazzfestival in de Canadese stad Montreal. Het festival wordt sinds 1980 elke zomer rondom het Place des Arts georganiseerd en is uitgegroeid tot een van de grootste muziekfestivals ter wereld, met honderden concerten en duizenden optredende muzikanten. Jazzgrootheden als Miles Davis, Wayne Shorter, Ella Fitzgerald en Herbie Hancock hebben er gespeeld. Naast jazz komen ook andere muziekgenres als pop, rock, rhythm-and-blues en hiphop aan bod. 